# Fido Dido
Fido Dido è un personaggio immaginario ideato da Joanna Ferrone e Sue Rose nel 1985. Il personaggio è stato il portavoce del motto “Sei come sei e questo è ok”, ed è diventato in breve tempo un'icona pop internazionale.

## Storia
Il personaggio venne ideato da Rose nel 1985, sviluppandolo su un tovagliolo in un ristorante. Più tardi il personaggio comparve su delle T-shirt con la scritta "Fido is for Fido, Fido is against no one" che divennero molto popolari a New York.
Il personaggio venne poi concesso in licenza alla PepsiCo nel 1987 per essere utilizzato come mascotte della 7 Up e raggiunse una certa popolarità all'inizio degli anni novanta quando apparve su numerosi prodotti, in particolare di cartoleria. Successivamente venne sostituito da Cool Spot come mascotte della 7 Up.
Fido Dido fece la sua prima apparizione nei primi anni novanta all'interno della rivista per ragazzi YM e, dal 1990 al 1993, in televisione nei canali della CBS.
Nel 1993, la SEGA creò un videogame per Sega Mega Drive ispirato a Fido Dido che, però, non fu mai messo in commercio.
Il personaggio negli anni 2000 è stato impiegato su lattine e pubblicità per la 7 Up in paesi di tutto il mondo.